# نشنال لمپون
نشنال لمپون (انگلیسی: National Lampoon) یک مجله طنز آمریکایی بود که از سال ۱۹۷۰ تا ۱۹۹۸ فعالیت می‌کرد و اسپین‌آفی از هاروارد لمپون بود. نشنال لمپون دوران اوج خود را در دهه ۱۹۷۰ میلادی تجربه کرد. فیلمها، برنامه‌های رادیویی و نمایش‌های متعددی با الهام از مطالب نشنال لمپون ساخته شده‌اند. محتوای این مجله شامل نقیضه، فراواقع‌گرایی، کارتون و داستان مصور بود. داگ کنی، هنری برد و رابرت هافمن بنیانگذاران این مجله بودند.
از مشهورترین فیلم‌هایی که براساس مطالب نشنال لمپون ساخته‌شده‌اند می‌توان به پادوی گلف، خانه حیوانات، تعطیلات نشنال لمپون، تعطیلات اروپایی نشنال لمپون و تعطیلات اشاره کرد.